# スコルピオヴェナトル
スコルピオヴェナトル（学名：Skorpiovenator、「サソリを狩るもの」の意）は、アルゼンチンのパタゴニア地方で化石が発見された、アベリサウルス科に属する獣脚類の恐竜の属。下部フインクル層から完全な頭蓋骨と大部分の体骨格が産出しており、眼窩周辺に発達する粗面と長い脚を特徴とする。推定される全長は6メートルから9メートル。
タイプ種のスコルピオヴェナトル・ブスティンゴリィ（学名：S. bustingoryi、他のカナ転写表記としてバスティンゴリーイとも）が知られており、属名は発掘現場にサソリが数多く生息していたこと、種小名は発見地の農場所有者の名にちなむ。二足歩行性の肉食恐竜であり、短い乾季を伴う湿潤な森林地帯に生息し、カタルテサウラなどの植物食恐竜を捕食したと考えられている。

## 説明

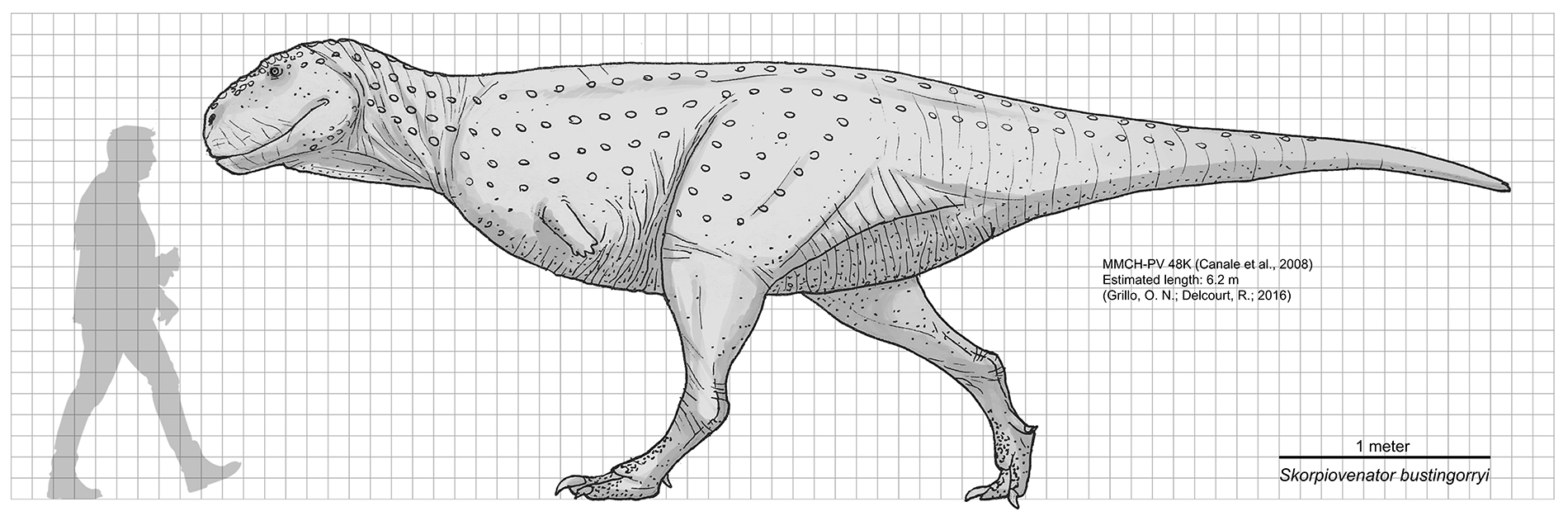
ヒトとスコルピオヴェナトルの大きさ比較

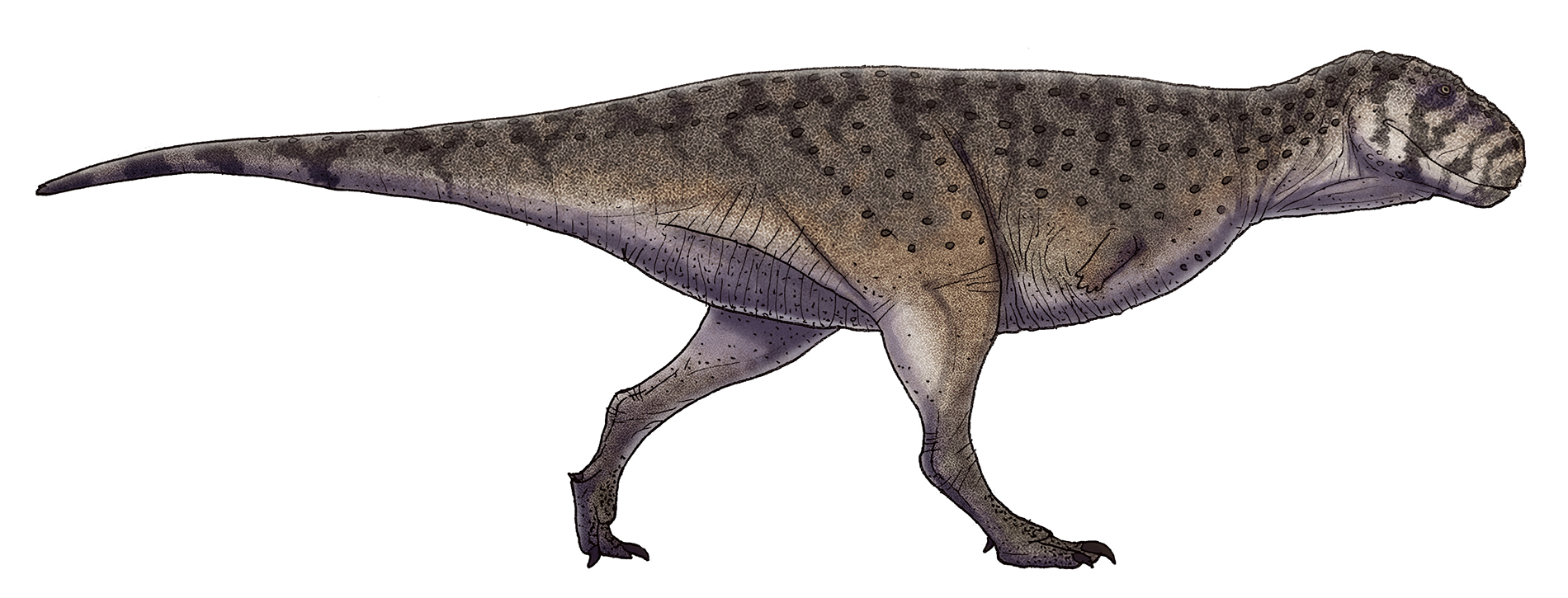
復元図

発掘されたスコルピオヴェナトルの骨格は前上顎骨から第12尾椎までであり、その長さは4.35メートルに達する。これに基づいて全長は6メートルと推定されたが、2010年にグレゴリー・ポールは全長7.5メートル体重1.67トン、2016年にGrilloとDelcourtは全長6.2メートルと推定した。小林快次の監修を受けた松田眞由美の『恐竜学名辞典』では、全長は9メートルとして扱われている。
前肢は短くずんぐりとしているが、長い後肢には強靭な大腿部と頑丈な脛部が備わり、それにより巨体のバランスを維持していた。

### 頭蓋骨
スコルピオヴェナトルの頭蓋骨は短く、頑強で、稜・皺・結節・骨質の小結節に被覆されていた。これらの凹凸は大半のアベリサウルス科の獣脚類の頭部に散在するものである。頭部はカルノタウルスのものと同様に頭尾方向に短く、アベリサウルスやマジュンガサウルスの頭蓋骨よりも短く深い。特筆すべき点として、スコルピオヴェナトルの上顎骨と涙骨は他のアベリサウルス科恐竜の対応する骨よりも幅広である。
スコルピオヴェナトルの上顎骨歯は19本であり、他の既知のアベリサウルス科恐竜を上回る。歯冠の形状は他のアベリサウルス科恐竜のものに類似しており、エナメル質の皺や辺縁の鋸歯が見られる。

## 発見と命名

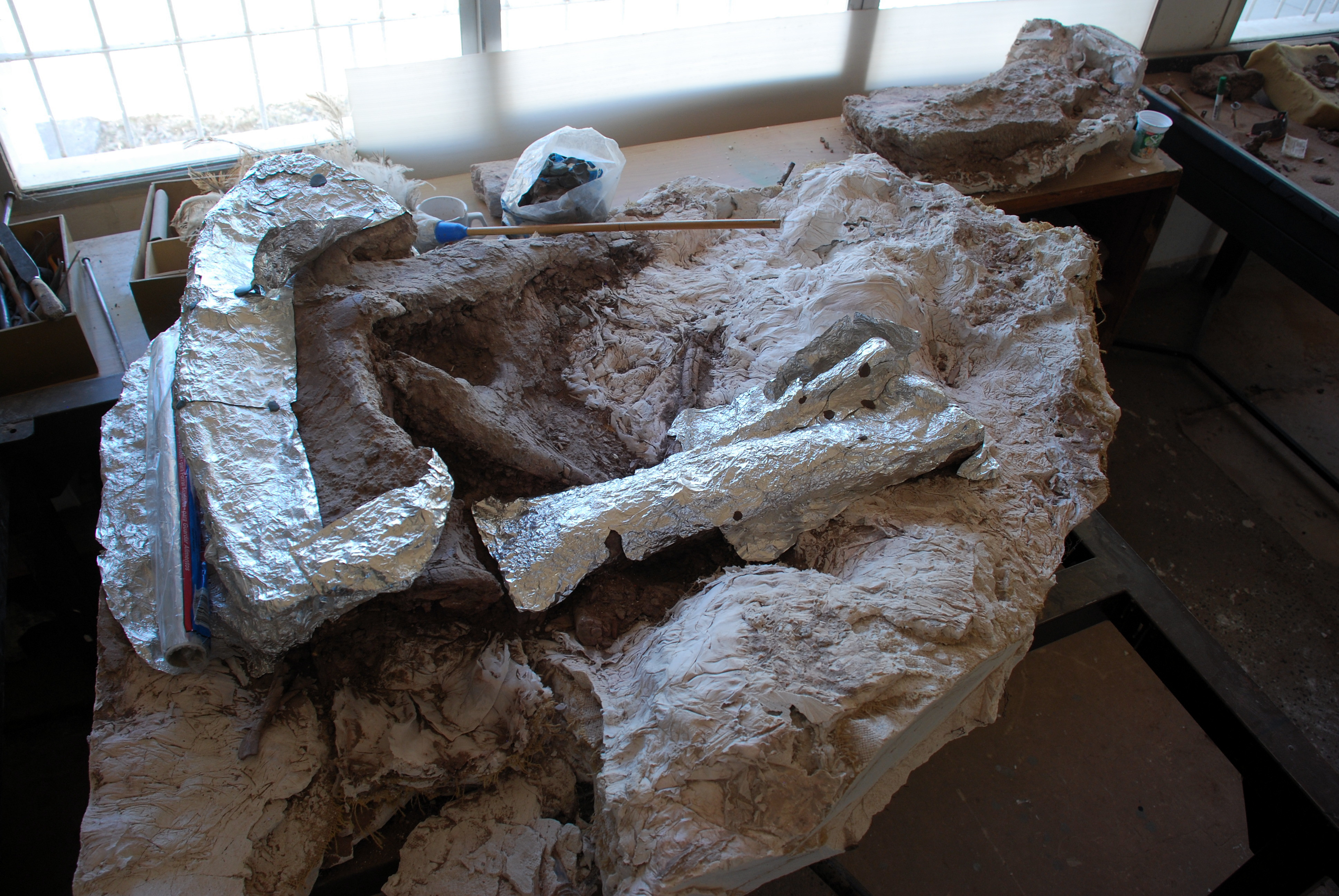
プレパレーション中の化石

タイプ標本はCanale、Scanferla、Agnolin、Novasにより2009年に記載・命名された（ただし論文は2008年にオンライン先行公開が行われた）。Skorpiovenator bustingorryi という名前は「サソリのハンター」を意味するギリシア語とラテン語に由来しており、発掘現場に無数のサソリが生息していたことにちなむ。種小名は標本が発見された農場を所有していたマニュエル・ブスティンゴリーへの献名である。記載者はスコルピオヴェナトルの属する系統群として新たにブラキオストラ(Brachyotra)を定義した。
タイプ種 Skorpiovenator bustingorryi は、尾の一部と前肢の大部分のみを欠く単一のほぼ完全な標本 MMCH-PV 48K から知られる。当該標本はパタゴニアのフインクル層の下部から回収されており、当該の地層は上部セノマニアン階から下部チューロニアン階に相当する。共存していた肉食恐竜としては、カルカロドントサウルス科のマプサウルスや、他のアベリサウルス科であるイロケレシアがいる。

## 分類
2008年、Canale et al. は南アメリカのケラトサウルス類に焦点を当てた系統解析を発表した。彼らの結果では、スコルピオヴェナトルを含む南アメリカのものは全てカルノタウルス亜科のサブクレードとしてのグループを形成した。このグループは「短い吻部」を意味するBrachyrostraと命名された。Canale et al. は、マジュンガサウルスよりもカルノタウルスに近縁な全てのアベリサウルス科恐竜として系統群Brachyrostraを定義した。

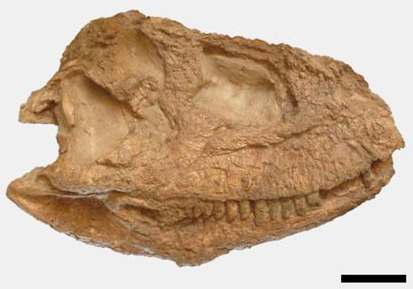
頭蓋骨

|  | Carnotaurus |
|  |             |
|  | Aucasaurus  |
|  |             |

|  | Ilokelesia                                                          |
|  |                                                                     |
|  | \| \| Skorpiovenator \| \| \| \| \| \| Ekrixinatosaurus \| \| \| \| |
|  |                                                                     |
|  | Skorpiovenator                                                      |
|  |                                                                     |
|  | Ekrixinatosaurus                                                    |
|  |                                                                     |

|  | Skorpiovenator   |
|  |                  |
|  | Ekrixinatosaurus |
|  |                  |

|  | Carnotaurus |
|  |             |
|  | Aucasaurus  |
|  |             |

|  | Ilokelesia                                                          |
|  |                                                                     |
|  | \| \| Skorpiovenator \| \| \| \| \| \| Ekrixinatosaurus \| \| \| \| |
|  |                                                                     |
|  | Skorpiovenator                                                      |
|  |                                                                     |
|  | Ekrixinatosaurus                                                    |
|  |                                                                     |

|  | Skorpiovenator   |
|  |                  |
|  | Ekrixinatosaurus |
|  |                  |

|  | Carnotaurus |
|  |             |
|  | Aucasaurus  |
|  |             |

|  | Ilokelesia                                                          |
|  |                                                                     |
|  | \| \| Skorpiovenator \| \| \| \| \| \| Ekrixinatosaurus \| \| \| \| |
|  |                                                                     |
|  | Skorpiovenator                                                      |
|  |                                                                     |
|  | Ekrixinatosaurus                                                    |
|  |                                                                     |

|  | Skorpiovenator   |
|  |                  |
|  | Ekrixinatosaurus |
|  |                  |

|  | Carnotaurus |
|  |             |
|  | Aucasaurus  |
|  |             |

|  | Ilokelesia                                                          |
|  |                                                                     |
|  | \| \| Skorpiovenator \| \| \| \| \| \| Ekrixinatosaurus \| \| \| \| |
|  |                                                                     |
|  | Skorpiovenator                                                      |
|  |                                                                     |
|  | Ekrixinatosaurus                                                    |
|  |                                                                     |

|  | Skorpiovenator   |
|  |                  |
|  | Ekrixinatosaurus |
|  |                  |